# Vladis Gavrilidis
Vladis Gavrilidis (Costantinopoli, 1848 – ...) è stato un giornalista greco.
Studiò filosofia e scienze politiche in Germania, al tempo dei Giochi della I Olimpiade di Atene del 1896 era proprietario del quotidiano greco "Akropolis". Fu Il primo a introdurre nella stampa greca il concetto di inchiesta, di intervista e di reportage, oltre che essere il primo a far uso di inviati speciali.
Il suo giornale coprì tutte le gare di quelle Olimpiadi. Fu lui, ad esempio, a raccontare la storia della prima maratoneta donna, Stamáta Revíthi, a cui venne impedito di gareggiare con gli uomini. Inoltre le sue cronache, che rappresentano una fonte diretta della manifestazione ateniese, confermano la presenza di almeno un atleta italiano alle prime Giochi della I Olimpiade: Giuseppe Rivabella, che partecipò alla gara di tiro a segno con carabina militare, l'8 aprile, al poligono di Kallithea, nella gara vinta dal greco Pantelīs Karasevdas.
Lo storico olimpico svedese Ture Widlund scoprì lo scritto di Gavrilidis su Rivabella.